# Mercedes-Benz Classe GLC
Pour un article plus général, voir Liste des véhicules Mercedes-Benz.
Le Mercedes-Benz Classe GLC est une gamme d'automobile SUV du constructeur allemand Mercedes-Benz. Dérivée de la Classe C Type 205, elle est lancée depuis juin 2015 (Type 253).

## Historique
La Classe GLC de Mercedes-Benz, se décline en deux générations : le Type 253 de 2015 à 2022, et le Type 254 à partir de 2022. Elle succède à la Classe GLK.

### Résumé de la Classe GLC
| Générations               | Production | Dérivés de chez Mercedes-Benz | Modèles similaires                                                                                                  |
| ------------------------- | ---------- | ----------------------------- | --- |
| X253 ; C253 (2015 - 2022) |            | Type 205 (C) ; Type 172 (SLC) | Audi Q5 ; BMW X3 et BMW X4 ; Porsche Macan ; Volvo XC60 ; Lexus NX ; Alfa Romeo Stelvio ; Jaguar F-Pace ; VW Tiguan |
| X254 (2022 - ...)         |            |                               | |

### Avant la Classe GLC
- Mercedes-Benz Classe GLK : SUV reposant sur la plateforme de la Classe C.
- Mercedes-Benz Concept GLC Coupé : concept car présenté en 2015 dans les salons automobiles avant la sortie officielle de la version coupé du modèle.

## 1regénération - Type 253(2015 - 2022)
La Mercedes-Benz Classe GLC Type 253, premier modèle de la Classe GLC, dérive de la Mercedes-Benz Classe C W205. Elle est produite depuis 2015.
La variante Coupé a été dévoilée au Salon de l'automobile de New York 2019.

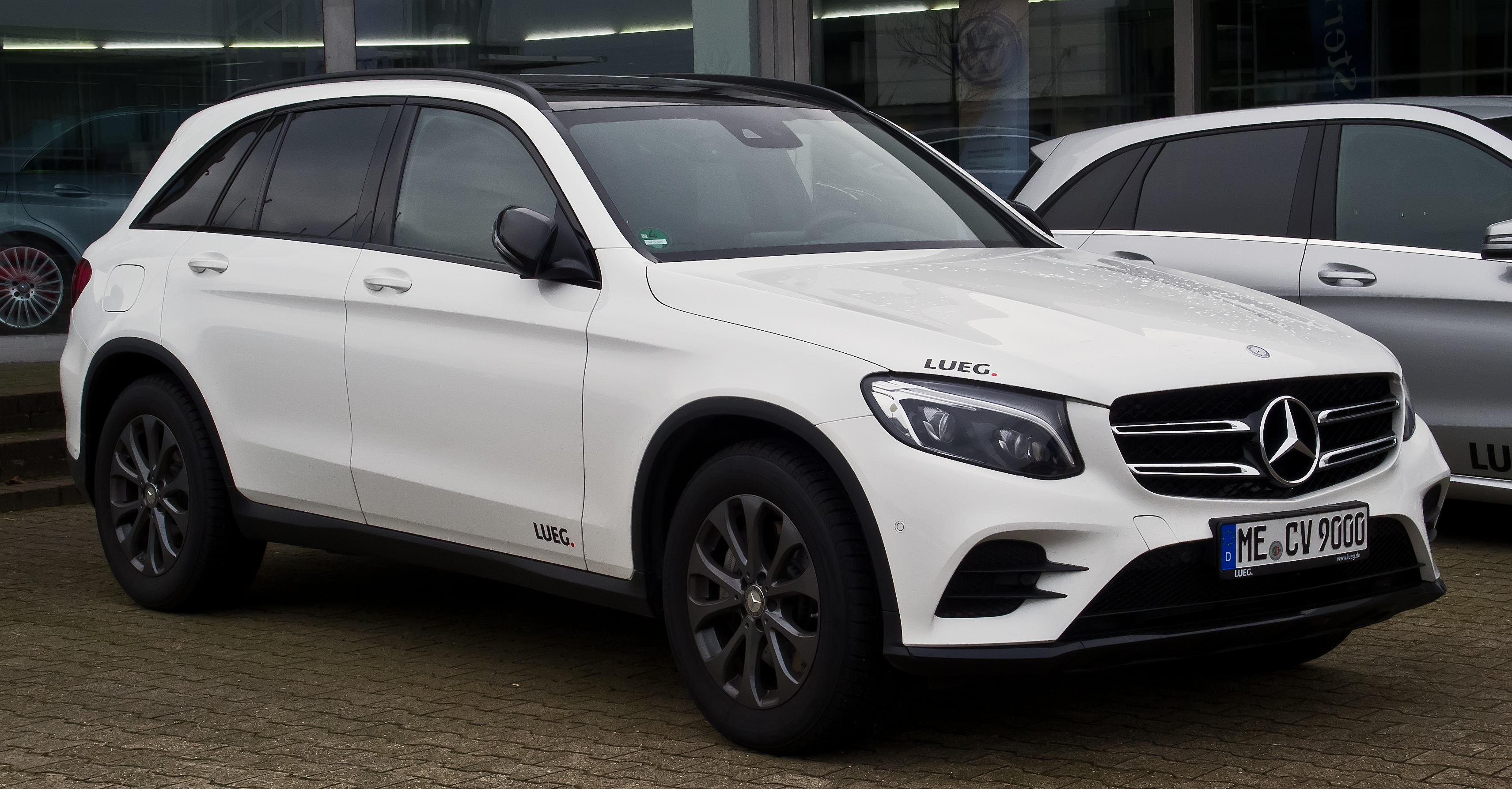
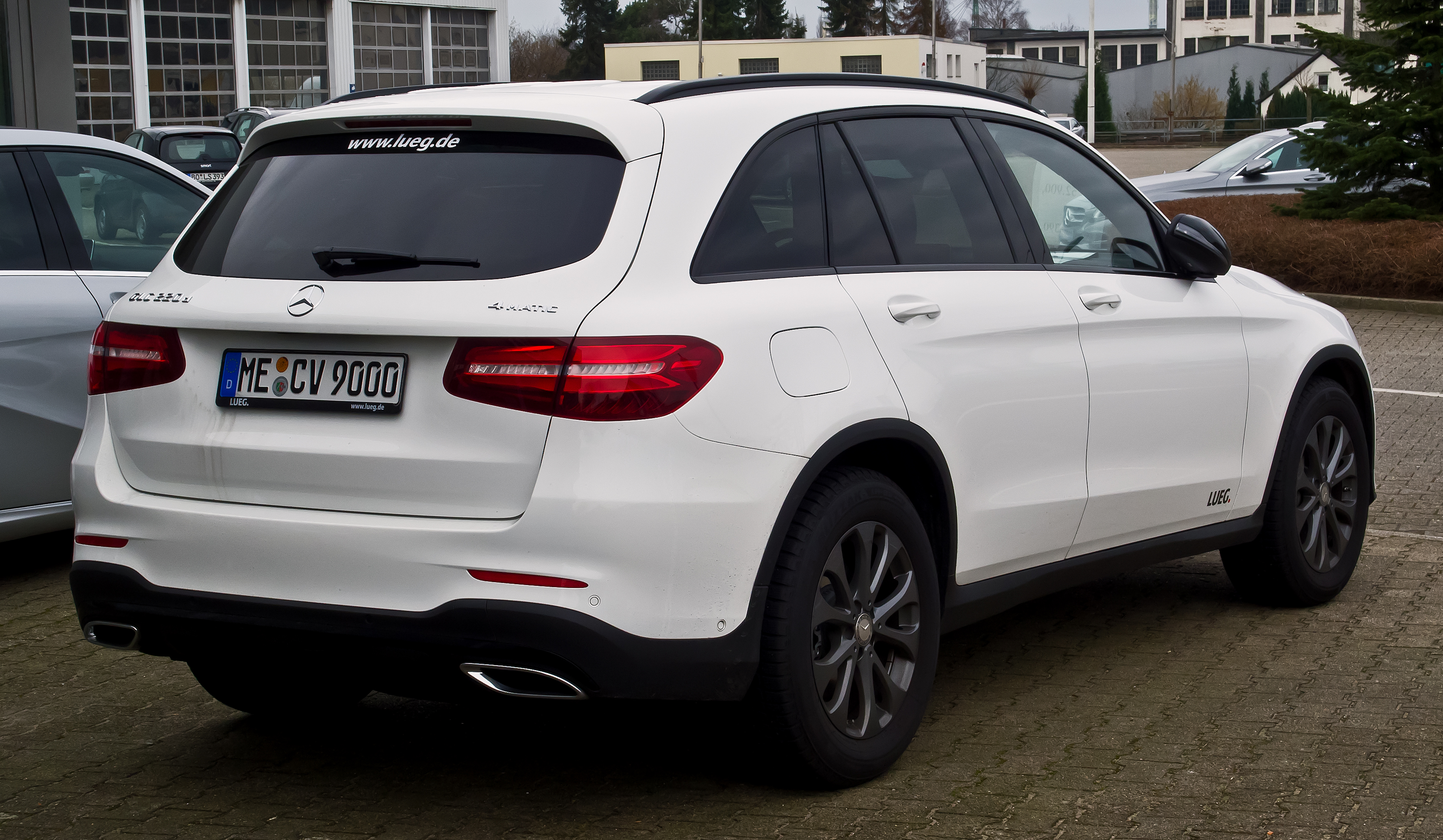

### Phase 1
Produite de 2015 à 2019.

### Phase 2
Produite de 2019 à 2022.

### Les différentes carrosseries

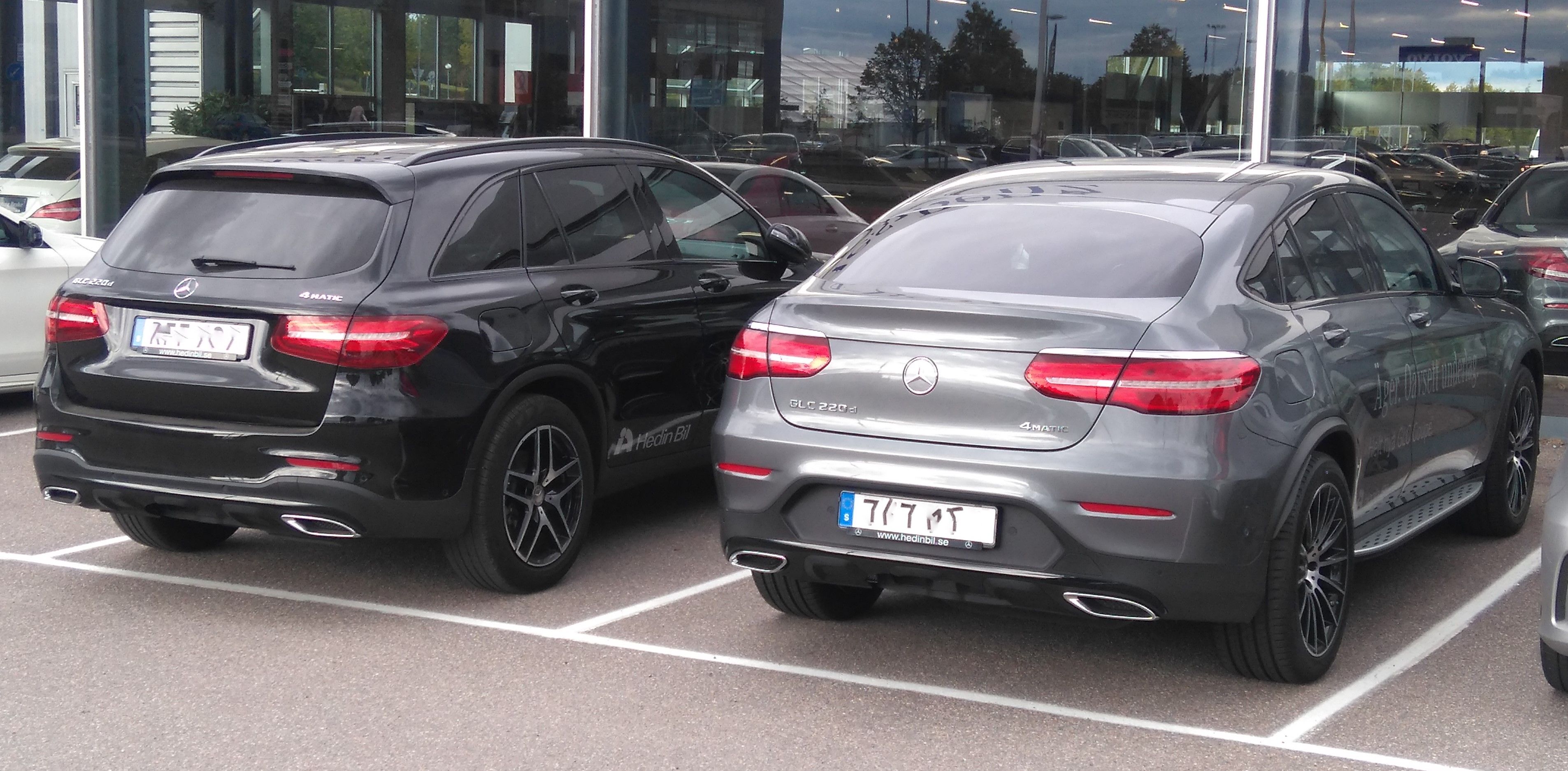
Le X253 à gauche et le C253 à droite.

- SUV Familial (X253) : produit à partir de 2015.
- SUV Coupé (C253) : produit à partir de 2016.

### Versions spécifiques
- X253 / C253 - AMG : versions sportives de la Classe GLC.

## 2egénération - Type 254(2022 - ...)
La seconde génération de Mercedes-Benz Classe GLC est présentée le 1er juin 2022.